# Мртвачка глава
Мртвачка глава (лат. Acherontia atropos) је врста ноћног лептира из породице вештица или љиљака (лат. Sphingidae).

### Распрострањење и станиште
Мртвачка глава има широко распрострањење јер је мигрантска врста, а нативна је за тропска и субтропска подручја Африке, на југу Европе и у Западној Азији. Насељава отворена станишта попут пољопривредног земљишта.

### Опис

#### Животни циклус
Број генерација зависи од географског подручја и популационе динамике у нативним земљама. Младе гусенице су зелене, а постериорни рог типичан за породицу љиљака је изузетно дугачак и црн.  Како се гусеница храни и расте, мења се и структура рога, који постаје прекривен многобројним туберкулама. Зрела гусеница може бити зелена, смеђа или жута. Маркирана је косим, тамним маркацијама а интегумент је дорзално посут црним тачкицама. Смеђа гусеница је без маркација и беличаста у пределу торакалних сегмената. Финална дужина је око 12 центиметара. Срећу се у летњим месецима. Гусеница производи звук налик кликтању у току храњења, помоћу мандибула. Ову особину користи и када је угрожена, али је ујед безопасан за човека.

#### Одрасле јединке
Распон крила је до 120 мм, а женке су крупније од мужјака. Предња крила су у контрасту са светлим и јарким доњим крилима. Понашање адулта је јединствено у односу на остале припаднике реда инсеката. Због још увек неразјашњених разлога, мртвачка глава има способност производње специфичног звука захваљујући вибрирању ваздуха у фаринксу између инхалације и ексхалације.

## Настанак имена
Мртвачка глава је име добила по шари на горњем делу леђа, која подсећа на људску лобању. Иако може да изазове мању штету у усевима гајених биљака, поптуно је безопасна. Ипак, своје место у поп култури нашла је на промотивном постеру чувеног филмског остварења Кад јагањци утихну из 1991. године.

## Исхрана
Одрасле јединке се хране нектаром из цвећа или медом. Гусенице се хране кромпиром (лат. Solanum tuberosum), парадајзом (лат. Solanum lycopersicum) и осталим биљкама из породице помоћница (лат. Solanaceae).